# 1802년 미국 하원의원 선거
아팔라치아 산맥 서쪽의 인구가 늘어나면서 하원 의석수가 증가하였는데, 새로 생긴 의석 대부분은 서부 개척정책을 펼치던 민주공화당에게 돌아가면서, 거대여당으로서 자리매김하게 된다.

## 선거 결과
| 정당       | 의석 수 |
| ---------- | ------- |
| 민주공화당 | 103석   |
| 연방당     | 39석    |
| 합계       | 142석   |